# Klaus Kocks

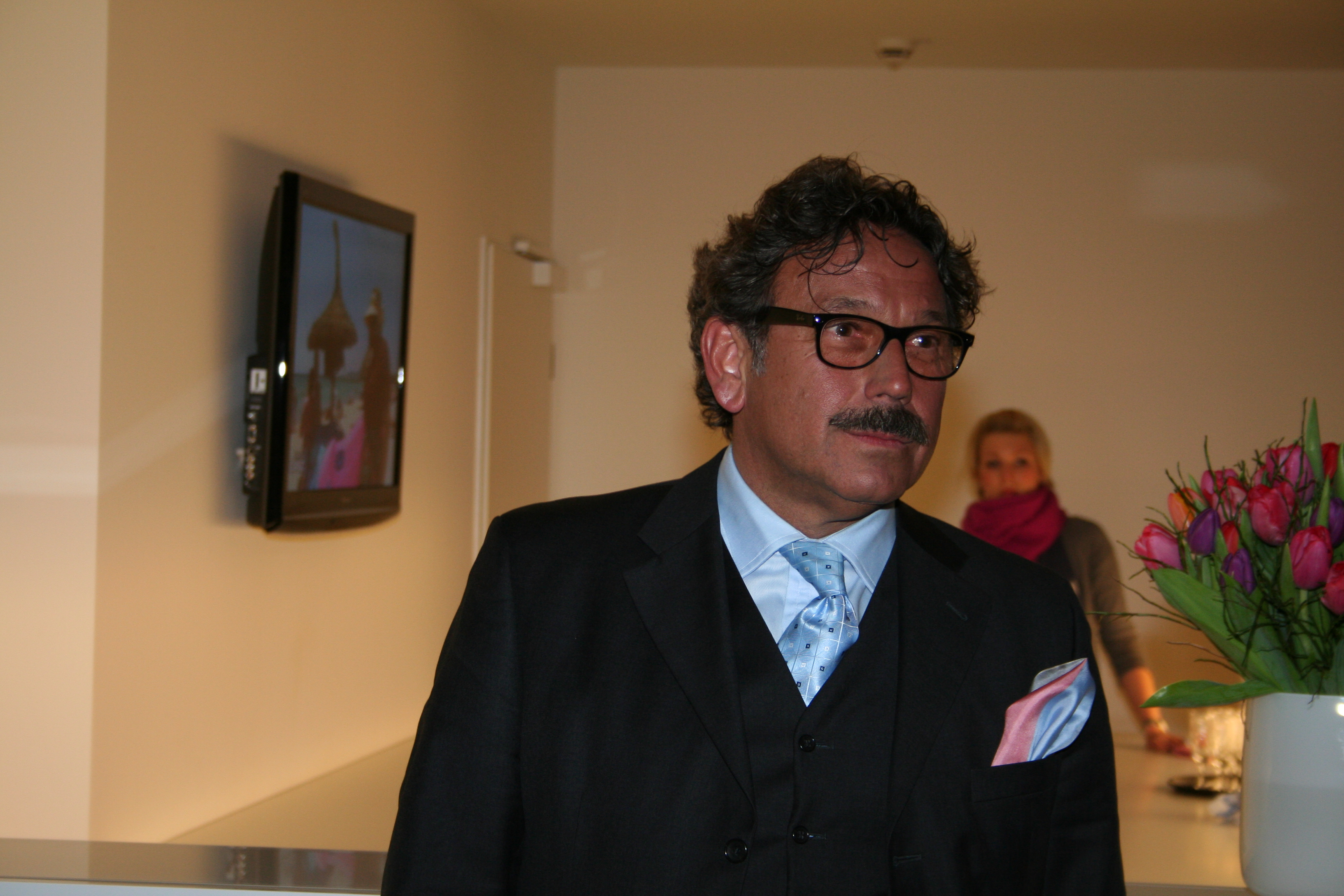
Klaus Kocks, 2010

Klaus Kocks (* 13. März 1952 in Oberhausen) ist ein deutscher Ökonom, Sozialwissenschaftler, Kommunikationsmanager und PR-Berater.

## Leben
Kocks studierte Wirtschafts- und Sozialwissenschaften, Germanistik und Philosophie an der Ruhr-Universität Bochum und arbeitete dort anschließend bis zur Promotion als wissenschaftlicher Mitarbeiter sowie als Lehrer an einem Gymnasium. Ab dem Jahr 1981 war er in der Öffentlichkeitsarbeit der Ruhrkohle AG tätig und danach bei verschiedenen weiteren Unternehmen, darunter Aral, VIAG, VAW Aluminium, und Ruhrgas. Zur kommunikativen Aufarbeitung der Lopez-Affäre veranlasste Klaus Liesen seine Berufung in den Vorstand der Volkswagen AG, wo er für den Geschäftsbereich Kommunikation zuständig war.
Seit März 2001 ist Kocks Honorarprofessor und Lehrbeauftragter für Unternehmenskommunikation an der Hochschule Osnabrück. Er betrieb ein Meinungsforschungsunternehmen und ist geschäftsführender Gesellschafter einer Kommunikationsberatung.
Aufgrund zahlreicher Fernsehauftritte wurde Kocks als „Profi-Talkshow-Gast“ bekannt.

## Veröffentlichungen
- Kocks, Klaus (2019): Vierte Gewalt oder Lügenpresse? Von der Alltagsgegenwart der Propaganda (Teil 1), in: PR-Journal, 11. Februar 2019 (link)
- Kocks, Klaus (2019): Vierte Gewalt oder Lügenpresse? Von der Alltagsgegenwart der Propaganda (Teil 2), in: PR-Journal, 18. Februar 2019 (link)
- Kocks, Klaus (2019): Vierte Gewalt oder Lügenpresse? Von der Alltagsgegenwart der Propaganda (Teil 3), in: PR-Journal, 25. Februar 2019 (link)
- Brechts literarische Evolution. Untersuchungen zum ästhetisch-ideologischen Bruch in der Dreigroschen-Bearbeitung. Fink, München 1981, ISBN 3-7705-1851-9.
- (Hrsg.): Augenzeuge der Geschichte. Weltenbürger e.V., Hannover 2000, ISBN 3-926701-45-5.
- Glanz und Elend der PR. Zur praktischen Philosophie der Öffentlichkeitsarbeit. Westdeutscher Verlag, 2001, ISBN 3-531-13626-7.
- mit Klaus Merten, Katja Brickwedde-Stümpel & Edith Wienand: Vom gerechten Krieg. Berichterstattung der deutschen Presse zum Irak-Krieg. Lit, Münster 2003, ISBN 3-8258-7260-2.
- mit Sabine Meck: Empirische Sozialforschung: nicht beweisen, entdecken! Milieus, Motive, Methoden der Marie Jahoda. Vox Populi, Horbach 2005, ISBN 3-00-016174-0.
- unter dem Pseudonym Theodore Upton Ivory: Fellow friends. Ein wiederentdecktes Werk unbekannten Ursprungs. [Übersetzung Dwight Pasten-Copy]. Bristol, VOX POP Edition, 2008.
- mit Vera I. Kohn und Tom Przybylla: Glaubwürdigkeit in der Politik: ein Paradoxon. In: Axel Balzer, Marvin Geilich, Shamim Rafat: Politik als Marke. Politikvermittlung zwischen Kommunikation und Inszenierung. Lit, Münster 2009, ISBN 978-3-8258-8146-7.